# 오르옝시

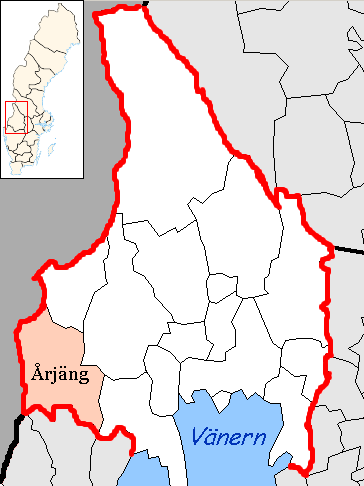
오르옝 시의 위치

오르옝시(스웨덴어: Årjäng kommun)는 스웨덴 베름란드주에 위치한 지방 자치체로 행정 중심지는 오르옝이며 면적은 1,653.04km2, 인구는 9,958명(2016년 12월 31일 기준), 인구 밀도는 6.0명/km2이다.

시 문장